# Kate Beahan
Kate Beahan (Perth, 12 ottobre 1974) è un'attrice australiana.

## Biografia
Attrice australiana attiva in televisione, dove ha girato diverse serie TV (Water Rats, Mistresses).
Nel 2006 ha partecipato al film Il prescelto, diretto da Neil LaBute.
Nello stesso anno ha fatto parte del cast di film L'incubo di Joanna Mills.

## Filmografia

### Cinema
- Strange Planet, regia di Emma-Kate Croghan (1999)
- Chopper, regia di Andrew Dominik (2000)
- Lost Souls - La profezia (Lost Souls), regia di Janusz Kamiński (2000)
- A Wreck, a Tangle, regia di Scott Patterson (2000)
- Missione coccodrillo, regia di John Stainton (2002)
- Matrix Revolutions (The Matrix Revolutions), regia di Andy e Larry Wachowski (2003)
- Flightplan - Mistero in volo (Flightplan), regia di Robert Schwentke (2005)
- Il prescelto (The Wicker Man), regia di Neil LaBute (2006)
- L'incubo di Joanna Mills (The Return), regia di Asif Kapadia (2006)
- One of Our Own, regia di Abe Levy (2007)
- Burning Man, regia di Jonathan Teplitzky (2011)
- Southbound - Autostrada per l'inferno (Southbound), regia di David Bruckner, Patrick Horvarth e Roxanne Benjamin (2016)
- The Report, regia di Scott Z. Burns (2019)

### Televisione
- The Gift – serie TV, 26 episodi (1997)
- Water Rats – serie TV, 5 episodi (2000)
- Love is a Four Letter Word – serie TV, 26 episodi (2001)
- Outriders – serie TV, 5 episodi (2001)
- Farscape – serie TV, episodio 3x18 (2001)
- Fuori tempo massimo (Seconds to Spare), regia di Brian Trenchard-Smith (2002) – film TV
- Young Lions – serie TV, 2 episodi (2002)
- Splitsville, regia di Adam Shankman (2003) – film TV
- BlackJack, regia di Peter Andrikidis (2003) – film TV
- After the Deluge – miniserie TV, regia di Brendan Maher (2003)
- Boston Legal – serie TV, episodio 4x17 (2008)
- Perception – serie TV, episodio 2x05 (2013)
- Mistresses – serie TV, 9 episodi (2013-2015)
- NCIS: New Orleans – serie TV, episodio 2x05 (2015)
- NCIS - Unità anticrimine (NCIS) – serie TV, episodi 12x23-12x24 (2015)
- Devious Maids - Panni sporchi a Beverly Hills (Devious Maids) – serie TV, episodi 4x08-4x09-4x10 (2016)
- Lucifer – serie TV, episodio 3x12 (2017)
- Surviving Summer - Un'estate travolgente (Surviving Summer) – serie TV, 5 episodi (2023)

## Doppiatrici italiane
Nelle versioni in italiano delle opere in cui ha recitato, Kate Beahan è stata doppiata da:
- Sabrina Duranti in Flightplan - Mistero in volo
- Claudia Catani in Il prescelto
- Tiziana Avarista ne L'incubo di Joanna mills
- Orsetta De Rossi in Perception
- Chiara Colizzi in Mistresses
- Barbara De Bortoli in NCIS: New Orleans
- Franca D'Amato in Devious Maids - Panni sporchi a Beverly Hills
- Loretta Di Pisa in Lucifer
- Daniela Abbruzzese in Surviving Summer - Un'estate travolgente